# ابن عيادن (أزراراك)
ابن عيادن هو دُوَّار يقع بجماعة الدراركة، عمالة أكادير إدا وتنان، جهة سوس ماسة في المملكة المغربية. ينتمي الدوّار لمشيخة أزراراك التي تضم 9 دواوير. يقدر عدد سكانه بـ 508 نسمة حسب الإحصاء الرسمي للسكان والسكنى لسنة 2004.

## روابط خارجية
- البوابة الوطنية للجماعات الترابية
- المندوبية السامية للتخطيط